# H-E-B Park
Ne doit pas être confondu avec H-E-B Center.
Le H-E-B Park est un stade de soccer de 9 735 places situé à Edinburg au Texas. Il est officiellement inauguré le 22 mars 2017. Le club résident est la franchise USL du Rio Grande Valley FC.

## Histoire
Le stade devait initialement être terminé avant le début de la saison 2016. Le 21 juillet 2016 est signé un partenariat avec la société H-E-B. Le stade prend le nom de H-E-B Park, appliquant un naming de 5 ans.
La rencontre inaugurale du H-E-B Park se déroule le 22 mars 2017, le Rio Grande Valley FC affronte le CF Monterrey (défaite 3-0). Le match se joue à guichets fermés. Dorlan Pabón est le premier buteur de l'histoire du nouveau stade en ouvrant la marque à la 18e minute.

## Évènements au stade

### Championnat féminin de la CONCACAF 2018
Le 8 avril 2018, le calendrier de la compétition est dévoilé ainsi que l'attribution des différents matchs aux trois stades retenus, le H-E-B Park devant accueillir six matchs de poules, les 5, 8 et 11 octobre 2018,.